# Közönséges tarka kérész
A közönséges tarka kérész (Ephemera vulgata) a rovarok (Insectia) osztályába, kérészek (Ephemeroptera) rendjébe, és a tarka kérészek (Ephemeridae) családjába tartozó faj.

## Előfordulása
A faj egész Európában elterjedt, Magyarországon is gyakori. Élőhelyét lassú folyású folyók, lassú folyású alföldi vizek képezik.

## Megjelenése
A közönséges tarka kérész körülbelül 20 mm hosszú, fartoldalékaik (cercus) és végfonaluk (filum terminale) kb. 35 mm hosszúságúak. Elülső szárnyuk bőrszerű, sötétbarnán pettyezett, hátulsó szárnyuk csak egyharmaddal nagyobb.
Mivel az imágó maximum 2-3 napot él, és mivel e rövid élet alatt táplálékra nincs szüksége, szájszervekkel nem rendelkezik. Testének színezete sárgás-fehéres, melyet a testen végig barnás foltok tarkítanak.
Sok kérészfajjal ellentétben a hímek nem viselnek úgynevezett „turbánszemet”.

### Nimfa megjelenése
A nimfák (a kérész lárvái) ásó típusúak, hatalmas ásólábaik és a rágókon agancsszerű nyúlványaik is az ásást segítik. 7 pár kopoltyúfüggelékkel rendelkeznek.
A rovarok világában kivételesen a lárva alapján könnyebb egyes fajok azonosítása, mint a kifejlett egyedeknél.

## Életmódja
Utolsó lárvaalakja, az úgynevezett szubimágó, mely márványozott szárnyakkal és rövidebb fartoldalékokkal rendelkezik. A szubimágó állapot elérése után rövidesen újra vedlik, és megjelenik a végleges, röpképes alak.

### Szaporodása, egyedfejlődése
A hímek májustól augusztusig sokszor nagy tömegben egyszerre jelennek meg. A nőstények, a rajok közepébe repülnek, ahol egy hím megragadja és párzik vele. A nőstény azon nyomban a vízbe szórja petéit.
A lárvák a lassan folyó vizek parti zónájában, a homokos aljzatban élnek. Szerves hulladékkal, valamint apró vízi szervezetekkel táplálkoznak. Lárvaélete 2 évig tart, tökéletlen átalakulással (Hemimetamorphosis) fejlődnek.